# Аракатака
Аракатака — місто в Колумбії, столиця однойменного муніципалітету департаменту Маґдалена. Батьківщина письменника Габріеля Гарсії Маркеса.

## Розташування
Муніципалітет Аракатака розташований у північно-східній частині департаменту Маґдалена, 88 км від його столиці — міста Санта-Марта та в 56 км від узбережжя Карибського моря.
Аракатака ділиться на дві частини з дуже різною місцевістю:
- захід — рівнини, у низинах та при високих температурах, поблизу боліт Санта-Марта;
- схід — гірська частина Сьєрра-Невада-де-Санта-Марта де закінчується межі муніципалітету. Тут знаходиться гора Крістобаль-Колон (ісп. Pico Cristybal Colon) — найвища в Колумбії).

Клімат тропічний: теплий та вологий увесь рік.

## Історія
Місто засноване у 1885 році. 28 квітня 1915 року був наданий статус міста, коли воно було відокремлене від муніципалітету Пуебло-Велья. У 1894 році проведено телеграф. 1908 року до Аракатаки було прокладено залізницю.
У місті, 6 березня 1927 року, народився Габріель Гарсія Маркес. 25 червня 2006 року пройшов референдум, щодо перейменування Аракатаки в Макондо, на честь місця подій найвідомішого роману письменника «Сто років самотності». Хоча за таке рішення проголосували 90 % опитаних, містечко залишилось зі старою назвою, оскільки мешканці проігнорували референдум, у голосуванні взяли участь лише половина від необхідної кількості людей..

## Пам'ятки

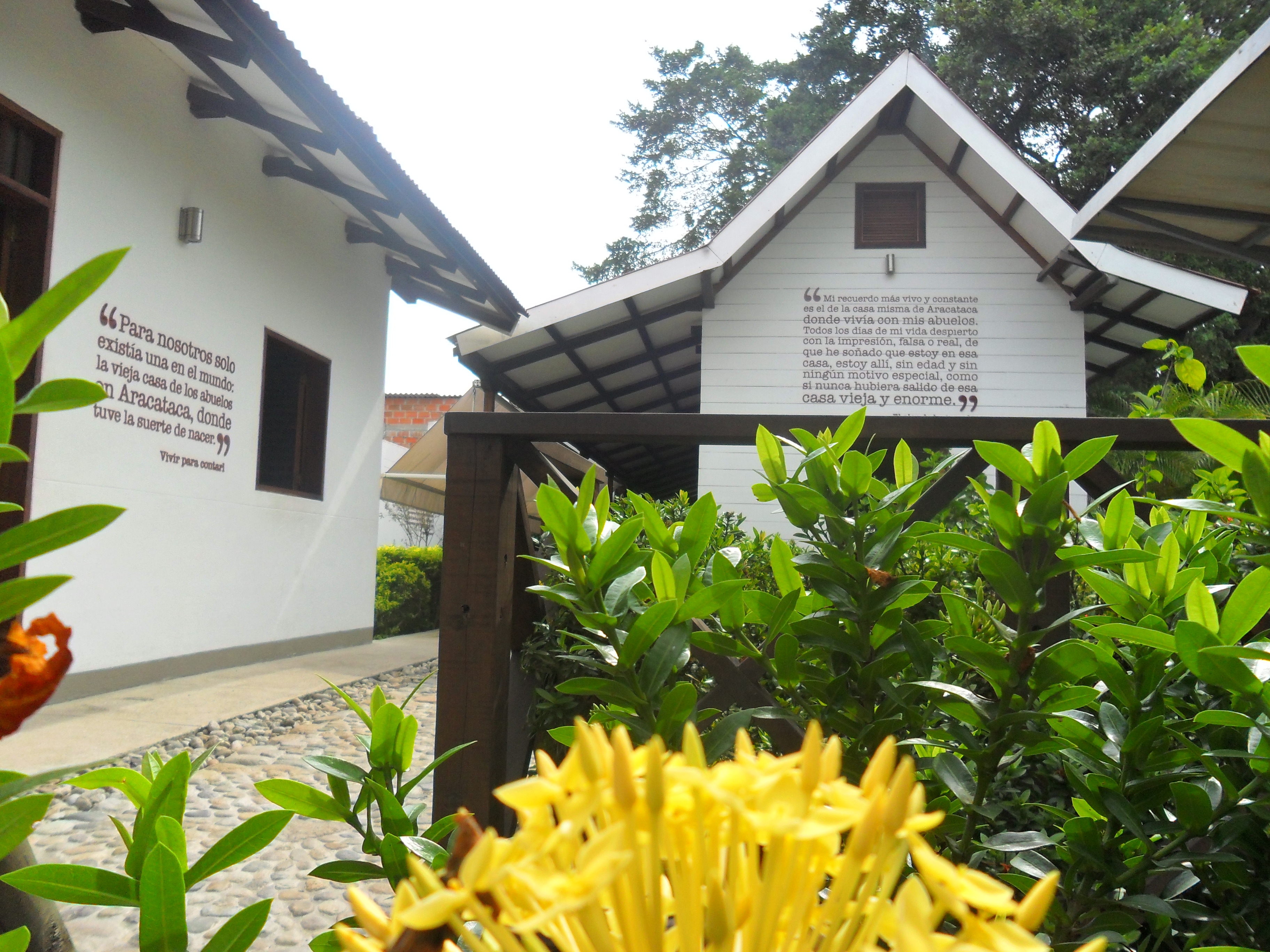
Будинок-музей Габріеля Гарсія Маркеса

У місті діє будинок-музей Габріеля Гарсія Маркеса (директор Рафаель Даріо Хіменес), він розташований в будинку бабусі письменника Транквіліни, та музей «Будинок телеграфіста» (Casa del Telegrafista).

## Транспорт

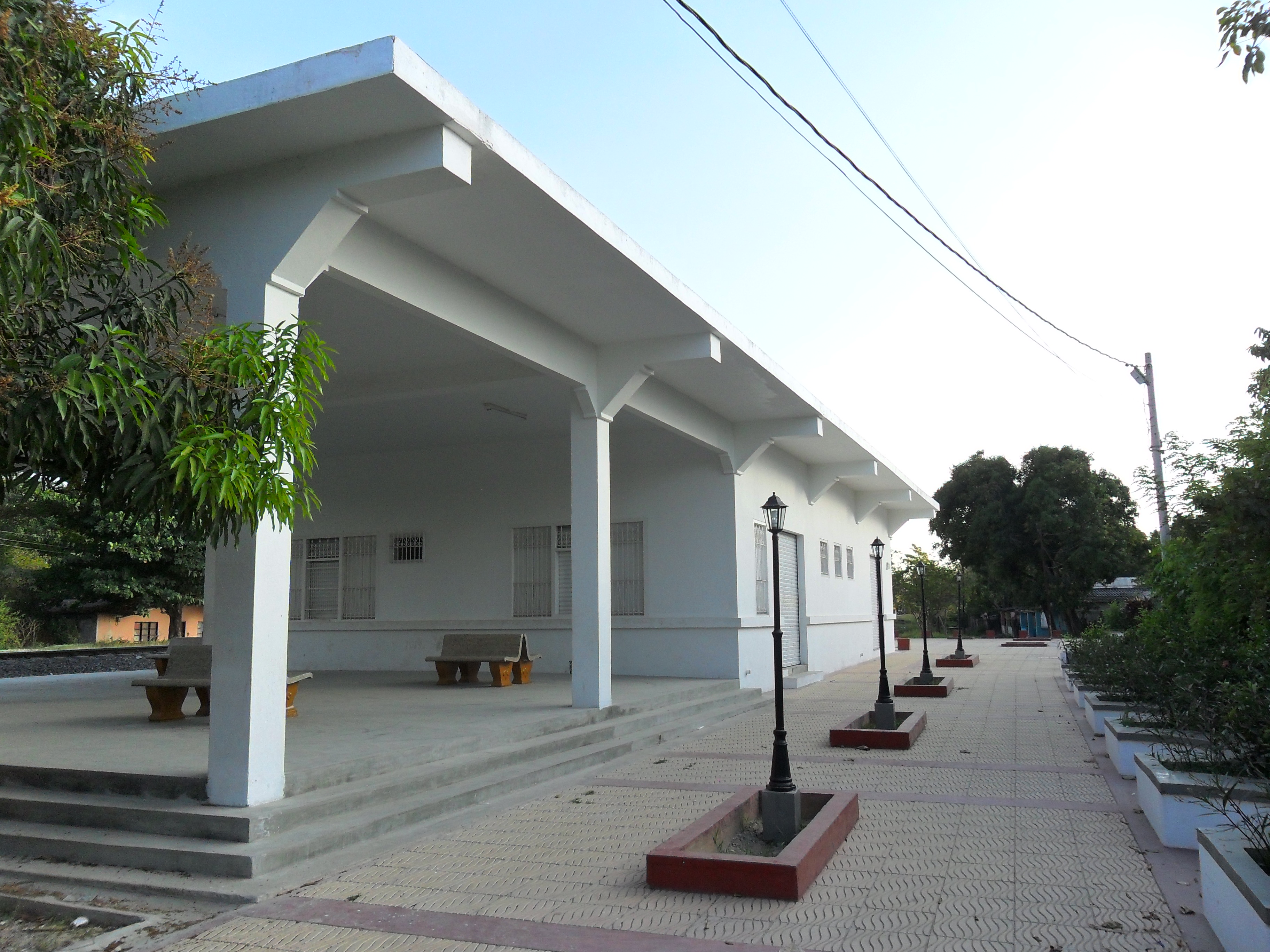
Залізнична станція Аракатаки

У місті є залізнична станція. Була заново відкрита 28 квітня 2011 року, для розвитку тематичного туру «Дорога Макондо по всьому світу від Габріеля Гарсія Маркеса». У місті також є автобусна компанія «Nobel», названа на честь Нобелівської премії Габріеля Гарсії Маркеса, отриманої ним в 1982 році. Річки не судноплавні.

## Туризм
70-кілометровий «Маршрут магічного реалізму Макондо» (Ruta Macondo Realismo Mágico) проходить по місцях, які надихали лауреата Нобелівської премії з літератури на створення його творів. Тур починається в столиці департаменту, Санта-Марті, пролягає вздовж гір Сьєрра-Невада-де-Санта-Марта з одного боку і вздовж Карибського моря з іншого, а завершується в Аракатаці. Подорож можна здійснити як у сучасному автобусі з кондиціонером, так і в традиційному колумбійському автобусі . Однією з головних визначних пам'яток на шляху проходження є відреставрований будинок-музей Габріеля Гарсія Маркеса, де він провів дитинство. У місті діє тематичний готель «Macondo Realismo Mágico», що складається з декількох будівель.

## Економіка
Основу економіки складає сільське господарство: пальмова олія, рис, бавовна, цукровий очерет, боби, банани, маніок, та тваринництво: велика рогата худоба, коні, мули, віслюки, свині.
Також у місті є два підприємства що займається видобутком пальмової олії та компанія, що займається переробкою рису.

## Галерея

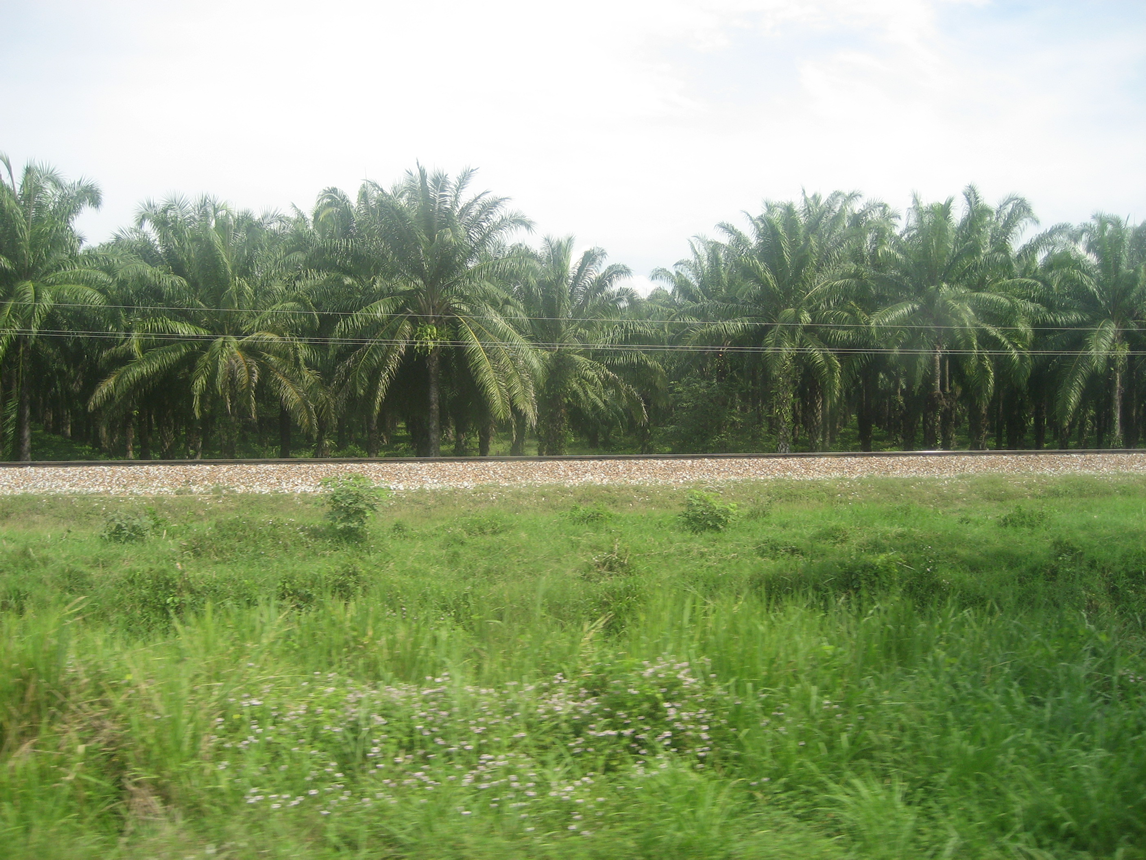
Пальмова плантація Аракатаки
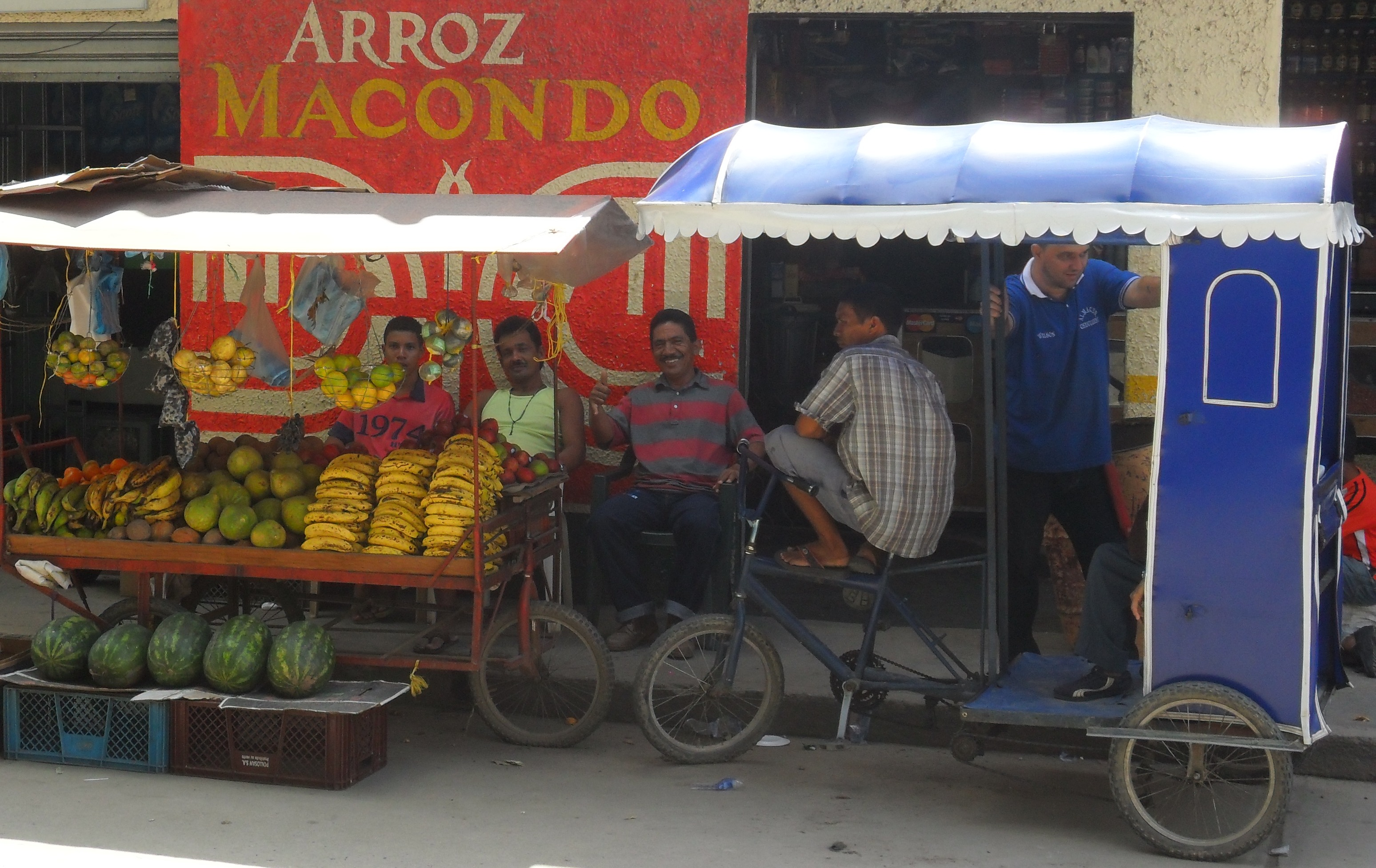
Головна вулиця Аракатаки
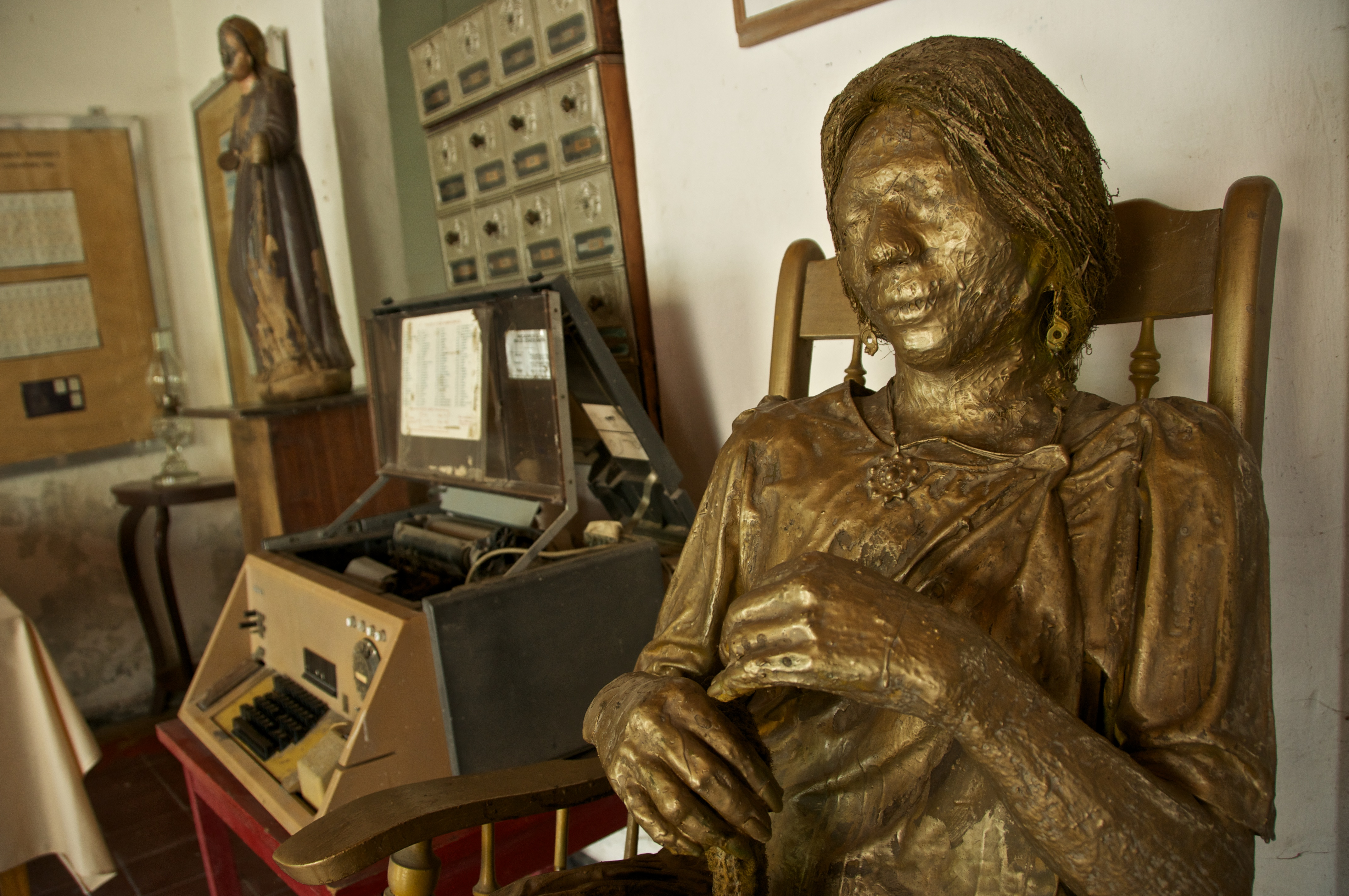
Музей «Будинок телеграфіста»
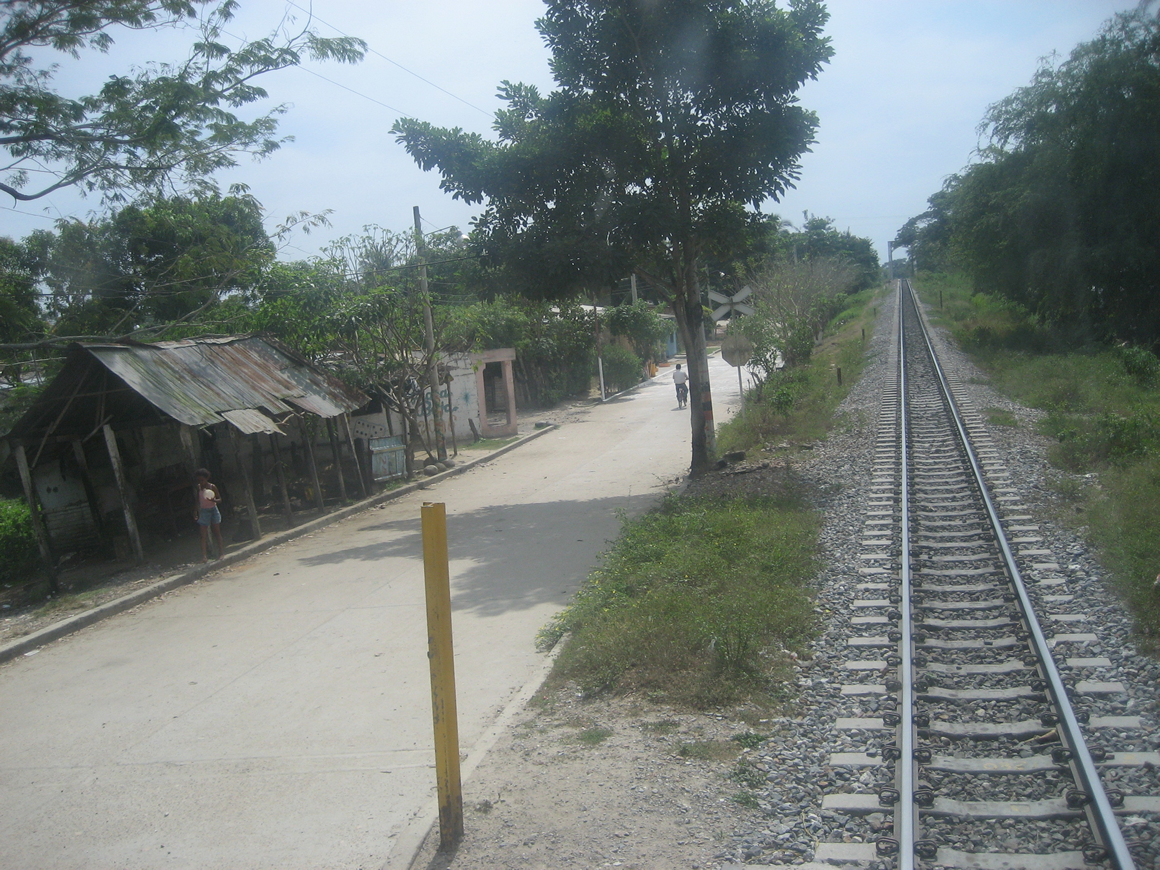
Залізнична колія Аракатаки
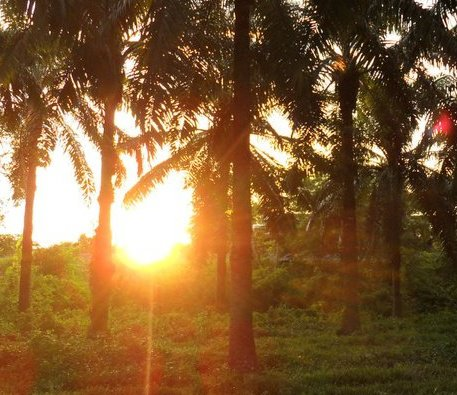
Магічний реалізм — ліс Аракатаки
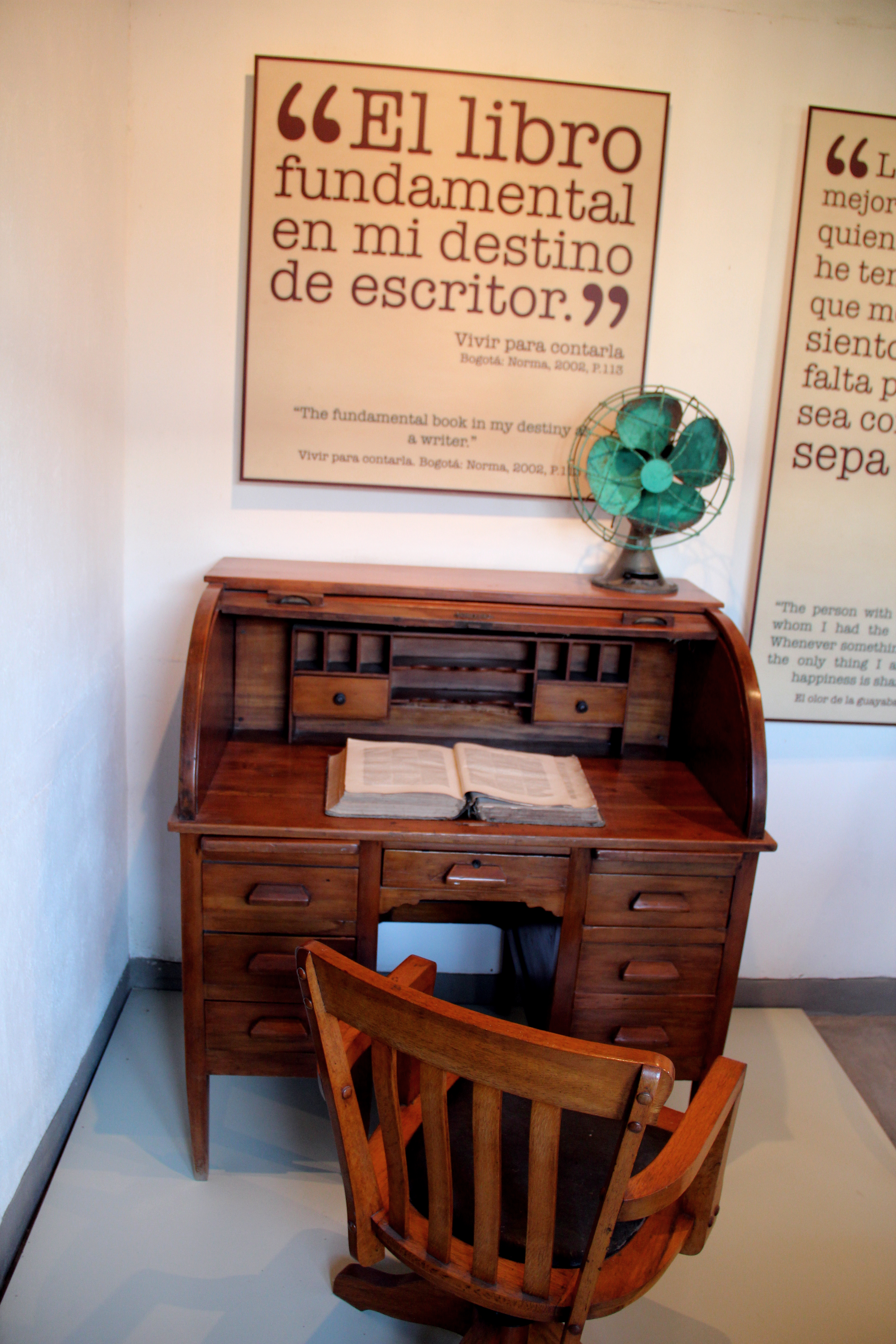
Письмовий стіл Габріеля Гарсія Маркеса
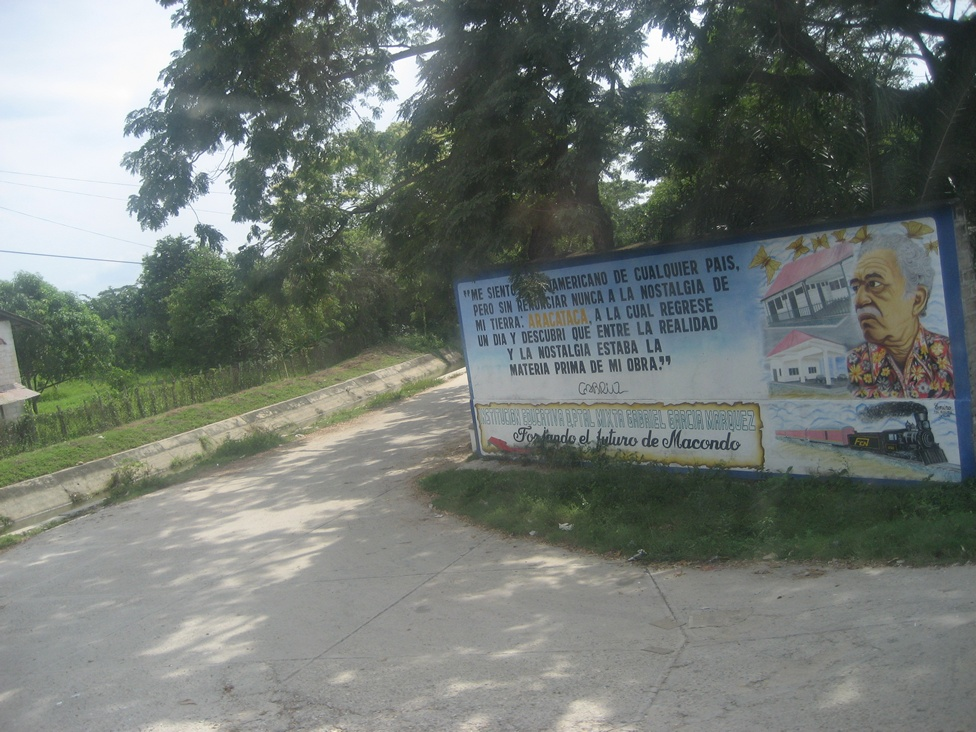
Рекламний плакат